# Prix Northern Telecom des Cinq Continents pour les études canadiennes
Le Prix Northern Telecom des Cinq Continents pour les études canadiennes est un ancien prix annuel remis de 1985 à 1991 « à une personne qui avait récemment contribué de façon remarquable au développement des études canadiennes à l'extérieur du Canada et des États-Unis ».
Les candidats devaient œuvrer et résider en Europe, en Asie, en Afrique, en Australasie ou en Amérique du Sud. Le prix avait pour but d'encourager des canadianistes en début de carrière. Il été accordé jusqu’en 1991, par un jury international.

## Récipiendaires
- 1985 - Walter Pache (Allemagne)
- 1986 - Jean-Michel Lacroix (France)
- 1987 - Cedric R.P. May (Royaume-Uni)
- 1988 - Luca Codignola (Italie)
- 1989 - Peter Crabb (Australie)
- 1990 - Ged Martin (Royaume-Uni)
- 1991 - Konrad Gross (Allemagne)